# NGC 3490
NGC 3490 este o galaxie eliptică situată în constelația Leul. A fost descoperită în 1880 de către .